# Francis Hixson
Pour les articles homonymes, voir Hixson.
Francis Hixson (8 janvier 1833 – 2 mars 1909) travailla comme officier de la Royal Navy dans la colonie de la  Nouvelle-Galles du Sud et le Pacifique. Il a été aussi surintendant des pilotes, des phares et des ports de Nouvelle-Galles du Sud.

## Biographie
Hixon est natif de Dorset, Angleterre. Il entre dans la Royal Navy et arriva à Sydney à bord du H.M.S. Havannah en 1848. Quand le Havanah a été désarmé, en 1852, il a été nommé à l'Herald, et quand ce vaisseau quitta les eaux australiennes en 1861, il a été nommé chef assistant, au commandement à Sidney  à l’étude des côtes de la Nouvelle-Galles du Sud. En janvier 1853, il quitta la marine, en atteignant le rang de "master", et a été nommé dans la même année. Il organisa la New South Wales Naval Brigade, laquelle il commanda pendant plusieurs années. Il a été nommé President of the Marine Board de cette colonie en avril 1872, et était Capitaine commandant les forces navales. Le capitaine Hixon se maria en 1861 à Sarah, seconde fille de l'honorable Francis Lord de Nouvelle-Galles du Sud .
Deux de leurs filles se marièrent à la famille Fairfax (en), éditeur du The Sydney Morning Herald.
Hixon mourut dans sa résidence à Double Bay (Sydney, Nouvelle-Galles du Sud).